# Karibbåtstjärt
Karibbåtstjärt (Quiscalus lugubris) är en fågel i familjen trupialer inom ordningen tättingar.

## Utseende
Hane karibbåtstjärt är en helt glansigt svart fågel med spetsig näbb. Stjärten är rätt lång och kilstjärtad. Honan är mörkt gråbrun, på undersidan något ljusare. Båda könen har gula ögon. Arten är mindre och mer kortstjärtad än mexikansk båtstjärt.

## Utbredning och systematik
Karibbåtstjärt förekommer i Små Antillerna samt i norra Sydamerika och delas in i åtta underarter med följande utbredning:
- Quiscalus lugubris lugubris – nordöstra Colombia till norra Venezuela, Guyana, Trinidad och nordöstra Brasilien,
- Quiscalus lugubris guadeloupensis – Montserrat, Guadeloupe, Marie-Galante, Dominica och Martinique
- Quiscalus lugubris inflexirostris – Saint Lucia
- Quiscalus lugubris contrusus – Saint Vincent
- Quiscalus lugubris luminosus – Grenada, Grenadinerna samt Los Testigosöarna
- Quiscalus lugubris fortirostris – Barbados; introducerad i modern tid till Barbuda och Antigua
- Quiscalus lugubris orquillensis – Los Hermanosöarna (utanför Venezuela)
- Quiscalus lugubris insularis – Isla Margarita och Los Frailesöarna (utanför Venezuela)

## Levnadssätt
Karibbåtstjärten är en vanlig art i olika öppna miljöer, framför allt utmed kusten. Den ses även kring byar och städer.

## Bilder

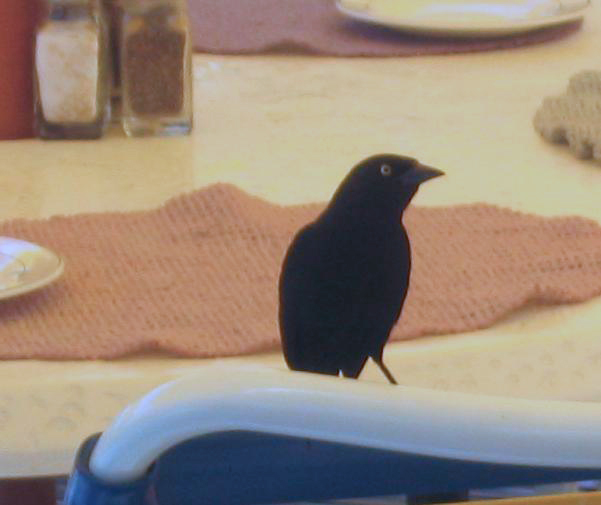
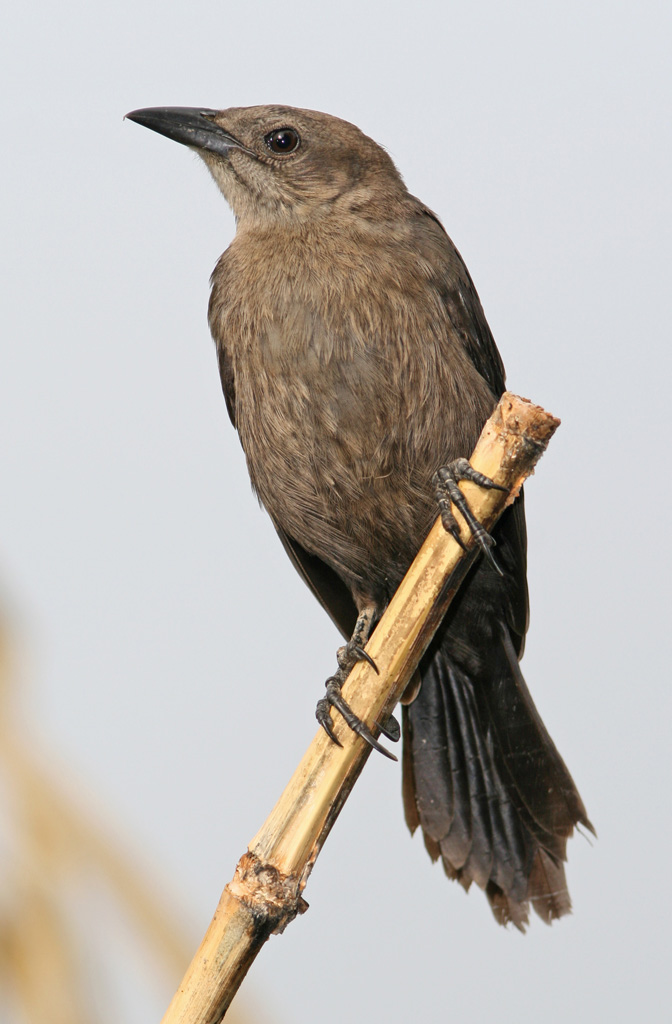
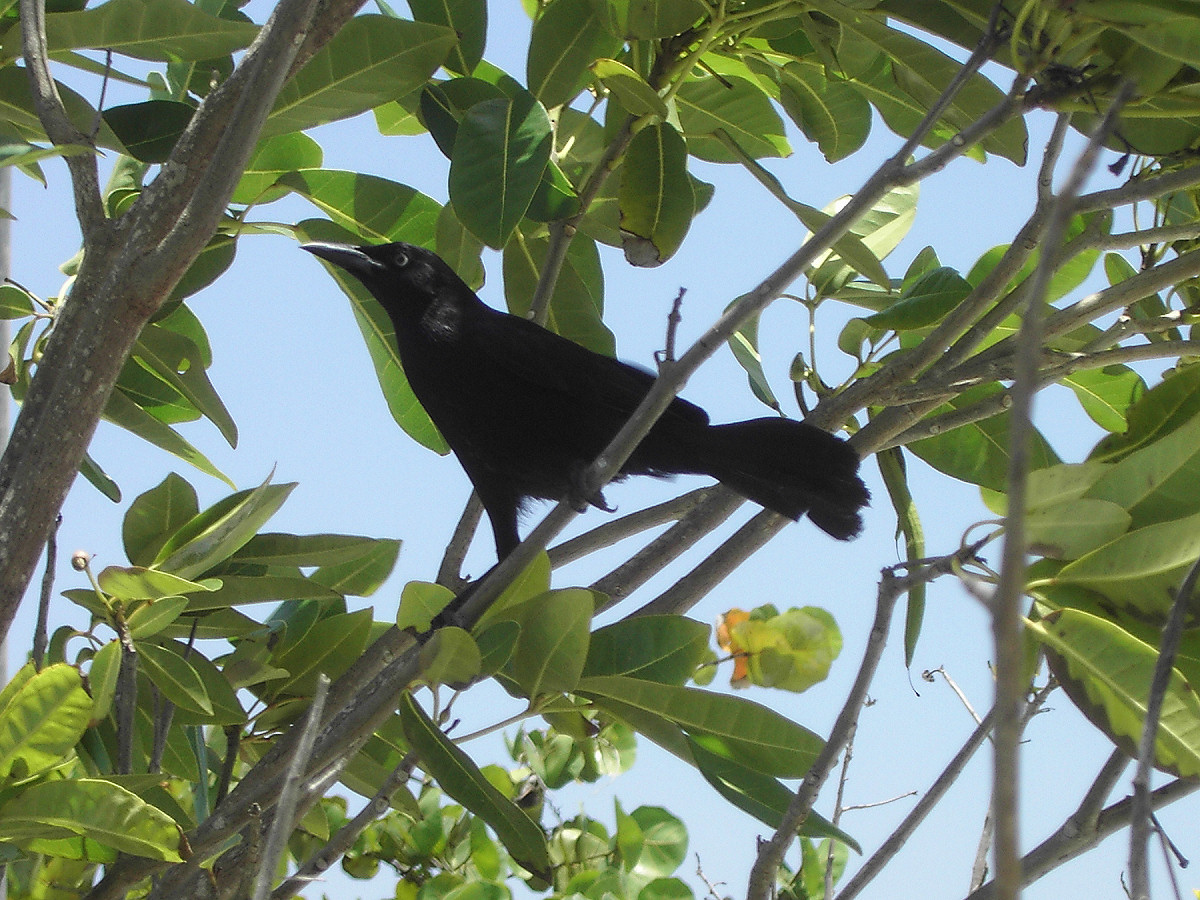
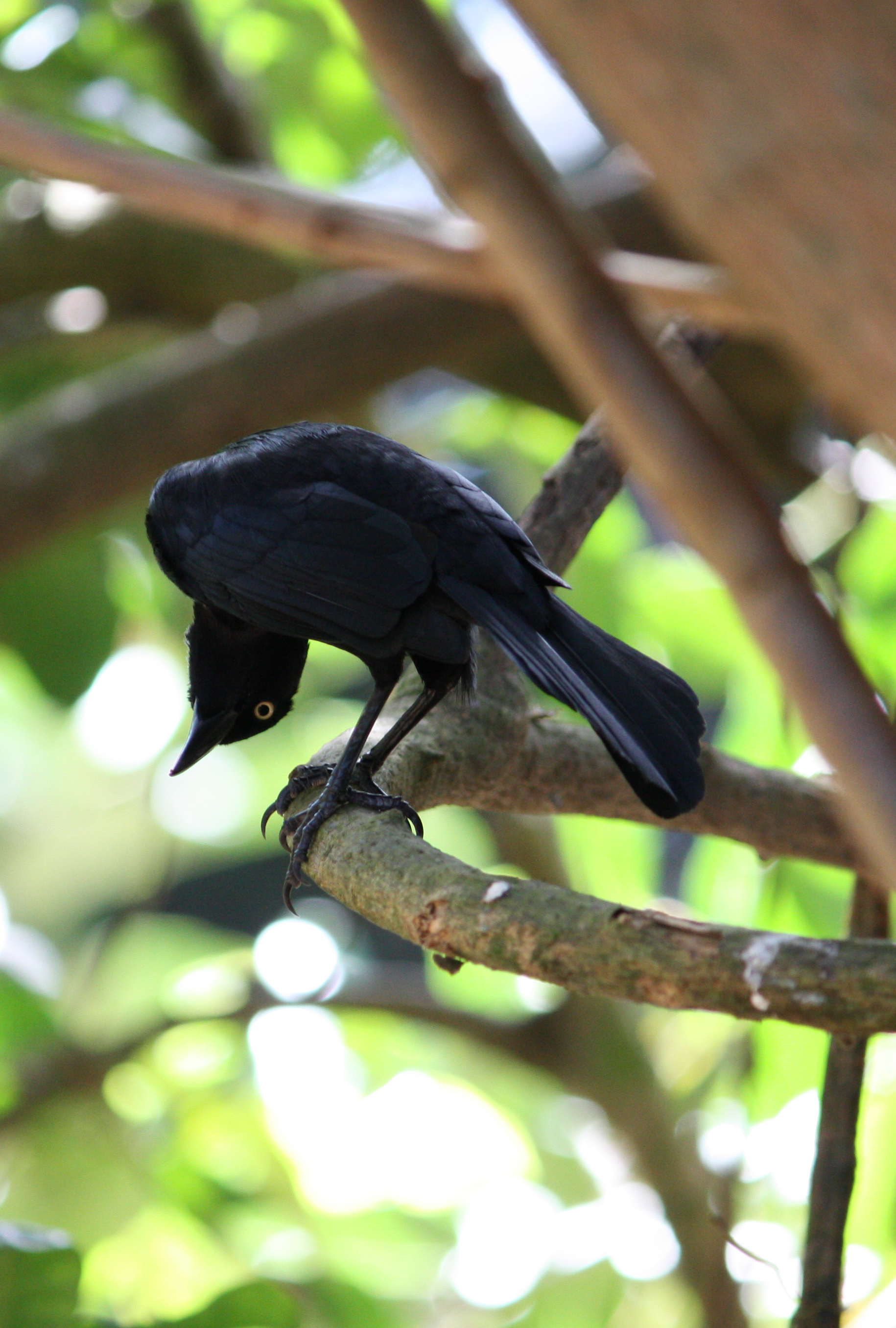
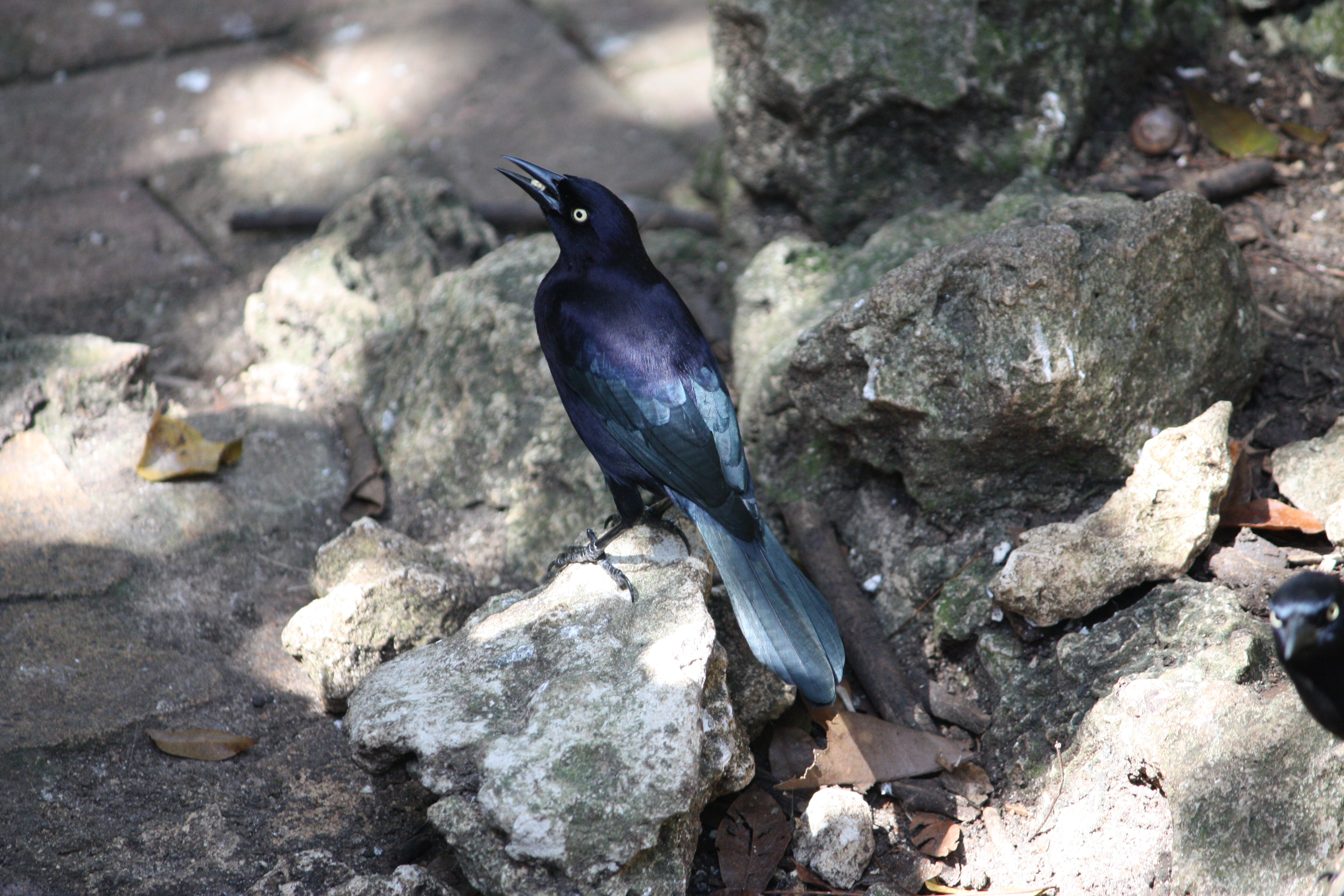
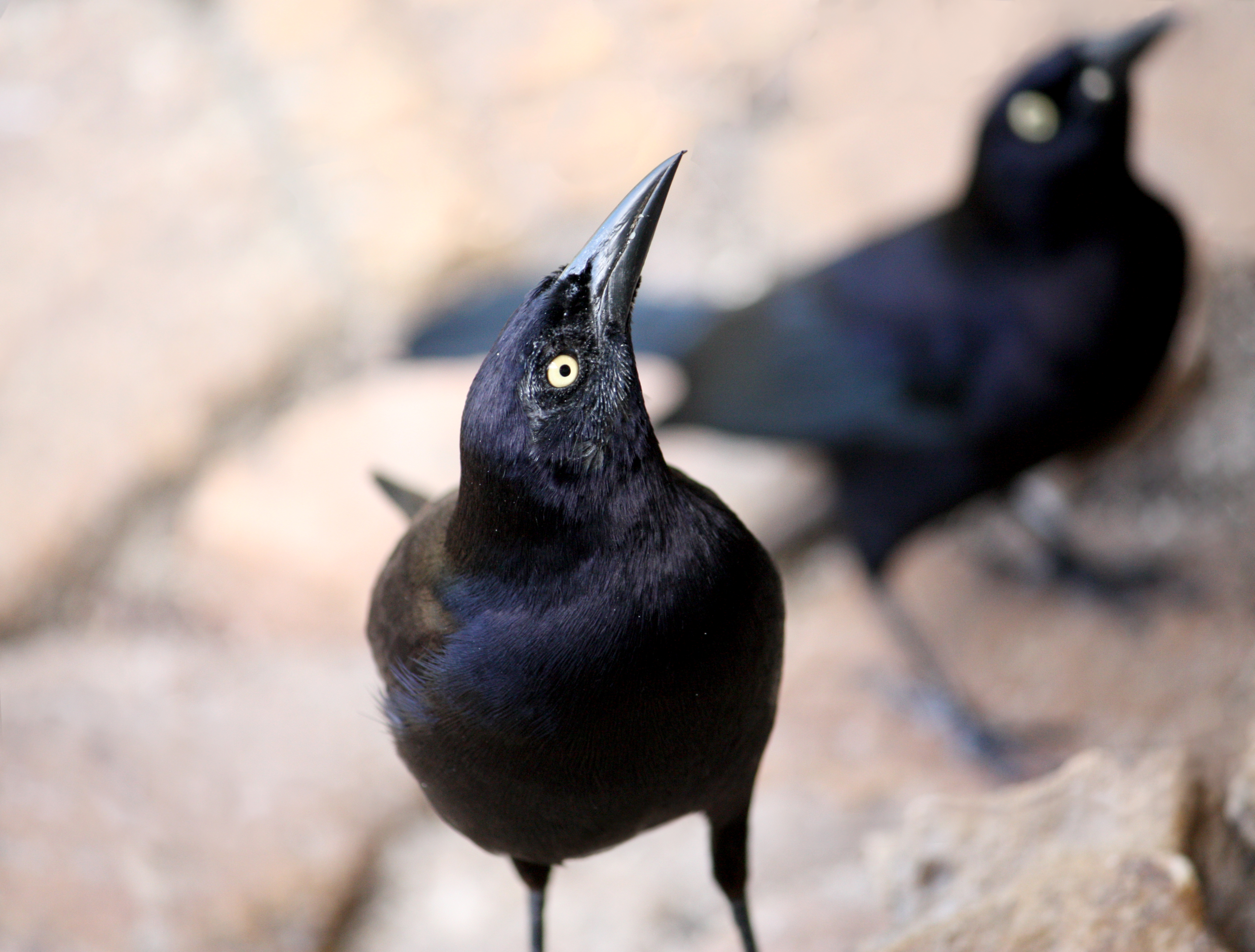

## Status
Arten har ett stort utbredningsområde och beståndet anses stabilt. Internationella naturvårdsunionen IUCN listar den därför som livskraftig (LC).